# شهرستان ولد (کلرادو)
شهرستان ولد، کلرادو (به انگلیسی: Weld County, Colorado) یک سکونتگاه مسکونی در ایالات متحده آمریکا است که در کلرادو واقع شده‌است.

## خصوصیات
شهرستان ولد ۱۰٬۴۰۴٫۰۴ کیلومترمربع مساحت دارد.